# 德萨
德萨，是西班牙卡斯蒂利亚-莱昂索里亚省的一个市镇。总面积118平方公里，总人口374人（2001年），人口密度3人/平方公里。